# Pilotrichella phleoides
Pilotrichella phleoides är en bladmossart som beskrevs av Georg Friedrich von Jaeger 1877. Pilotrichella phleoides ingår i släktet Pilotrichella och familjen Meteoriaceae. Inga underarter finns listade i Catalogue of Life.